# Mircea Gheorghe Mereuță
Mircea Gheorghe Mereuță (n. 10 aprilie 1953) este un fost senator român în legislatura 2004-2008, ales în județul Bistrița-Năsăud pe listele partidului PNL. Mircea Mereuță este descendentul unei vechi familii liberale cu rădăcini în Basarabia. Ca parlamentar de Bistrița-Năsăud, Mircea Gheorghe Mereuță este inițiatorul unor propuneri legislative legate de viitorul copiilor români care, împreună cu părinții lor, sunt stabiliți în afara țării și își pierd identitatea națională. Deocamdata, Guvernul Romaniei a luat in discutie proprunerile inițiate de Mereuță. Ca politician liberal, a fost un apropiat al lui Theodor Stolojan, devenind dezamăgit de oportunismul acestuia, după declanșarea crizei liberale din decembrie 2006, prin așa numita Platformă liberală inițiată de Stolojan și Valeriu Stoica, Mereuță fiind un adept al unitații și stabilității Partidului Național Liberal. După această criză, Mereuță continuă lupta pentru stabilitatea locală a PNL-ului, precum și pentru stabilitatea acestui partid la nivelul județului Bistrița-Năsăud. Printr-un lobby susținut, Mereuță a ajutat satele de pe valea Bârgăului în obținerea de fonduri guvernamentale necesare datorită inundațiilor din 2005-2006.Ca senator liberal, Mircea Mereuță va rămâne un adept al tradiționalismului liberal, dorind ca partidul său să devină principala formațiune politică a României.
În cadrul activității sale parlamentare, Mircea Gheorghe Mereuță a fost membru în grupurile parlamentare de prietenie cu Republica Federativă a Braziliei, Republica Portugheză și Federația Rusă. 

## Legături externe
- Mircea Gheorghe Mereuță Arhivat în 17 august 2016, la Wayback Machine. la cdep.ro